# 开滦路
开滦路，位于河北省秦皇岛市海港区，开滦路老街属于“秦皇岛港口近代建筑群”。

## 简介
1905年，秦皇岛有了第一条水泥马路，从港区内的南山旁边直达三角花园，被称作“开平昌道”。别名“通港路”，因该马路直通港口。该马路长2.5公里。1912年开平矿务局与滦州矿务局合并成立开滦矿务总局，该马路又被称为“开滦路”。
开滦路由三条道路组成，主路起自南山俱乐部，终点为开滦广场，全长约2.5公里。同期建成的第二条路称“开平昌支路”，自南山招待所至码头，全长0.5公里。第三条路建于1913年，即“缸砖路”，起自南栈房（今港口一货区），终点为劳工里北边的高道口，与开滦路主路平行，全长1807.4米。缸砖路是秦皇岛市最早的步行街，属于欧式风格，路面修筑时分为上下两层，下层垫“三合土”，上层铺开滦缸砖，施工时每条砖缝都浇注柏油。“缸砖路”因路面用特制的缸砖铺成而得名。如今，砖面刻着“KMA”（开滦矿务局的英文缩写）标志的特制缸砖已作为文物陈列在秦皇岛港口博物馆。1970年代初，开滦路主路拓宽，与缸砖路合成一条，地面也铺水泥。
开滦路是当时秦皇岛的繁华商业街。众多老字号、西餐厅、银行、酒吧以及外资大企业如德士古石油股份公司、美孚烟草公司、三菱洋行等都在这里设点。开滦路周边还有公园、学校、医院、教堂等，秦皇岛最早的南山电厂也在此路上。从20世纪初到1980年代前，以开滦路为中心的道南一直是秦皇岛市的城市中心。
开滦路原分南、中、北三段，其中南段和北段在历史发展中变化较大，仅中段的原貌保留较好。2000年代，在老城区改造中，开滦路中段数百米长的欧式风格洋街原貌被保留下来。这段路许多联排单层商品房前都建有走廊，廊柱以多立克柱式和爱奥尼克柱式为主，多立克柱式的柱子分布于该路段两侧南端，爱奥尼克柱式的柱子只分布在东侧中段。此外该路段上还有爱奥尼克柱式与拱券结合的建筑。代表性建筑有原耀港合作社、原宝星饭店、原全福楼等等。2008年，“开滦路老街”作为“秦皇岛港口近代建筑群”组成部分被公布为河北省文物保护单位。2013年，是否作为“秦皇岛港口近代建筑群”组成部分被公布为第七批全国重点文物保护单位待查。
2010年，作为秦皇岛市城镇面貌三年大变样和旅游立市重点工程，道南片区改造拉开帷幕，海港区成立了道南片区拆迁改造指挥部。2010年5月11日开滦路老街两侧动迁工作正式开始，随后陆续开始解放里、缸砖里、煤场小区动迁。同年，在道南片区改造中，开滦路历史文化街区改造一期工程开工，开滦路中段被辟为开滦路历史文化街区。海港区为此聘请天津大学建筑学院、元正天津建筑设计有限公司、意大利BAED设计事务所三家设计单位联合规划设计，在保护该街区传统历史风貌的基础上配置商业街规划，营造“开放式步行街”。新街区名为“开滦路历史文化步行街”，位于老开滦路中部向西北的一段上，东到光明路，西到福寿里小区，南到仁和里，北到煤场小区和京沈铁路，大致为宽约百米、长约三四百米的长方形地带。新街区外围两侧多为欧式多层建筑，也有个别中式院子；内侧临街建有仿老开滦路街景的柱式单层或双层建筑，有的还有走廊，均作为商业门店，几乎所有老开滦路上的代表性建筑在新商业街上都能找到“替身”。另外还新建了一座老开滦路上没有的小教堂式建筑，以及中央有石雕像的欧式喷泉。
开滦路老街西侧有个小门，是银行胡同的入口。银行胡同建于1930年，是开滦路上多立克柱廊与拱券式柱廊的分界处，银行胡同自开滦路向西南延伸。在2010年代开滦路历史文化街区改造中，银行胡同大部分已消失，进入胡同十多米便被一座新建筑拦住去路。
2017年时，开滦路老街以南的路段旁边，吉星里小区正在拆迁，该小区附近的近代建筑“吉盛兴”酒吧尚存。
“缸砖路及南起点”位于秦皇岛港务局厂区，由秦皇岛港务局使用，也属于“秦皇岛港口近代建筑群”，但未被公布为文物保护单位。